# Río Gumara

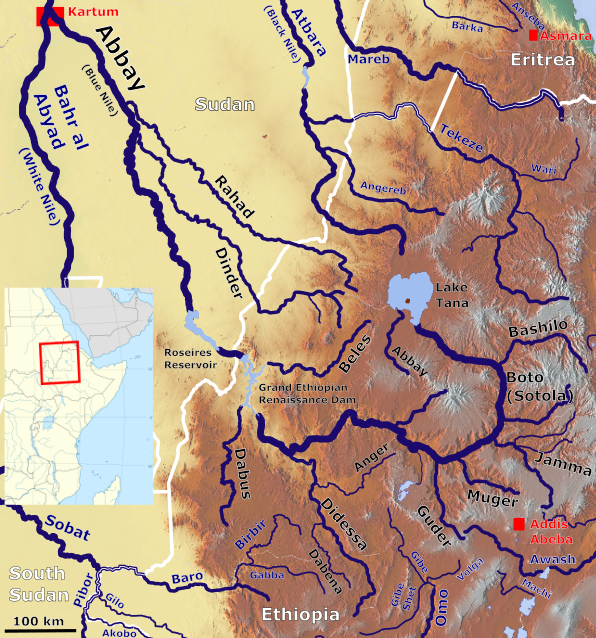
Mapa hidrográfico.

El río Gumara es un río al noroeste de Etiopía que desemboca en el este del lago Tana, la fuente del río Nilo Azul, en 11°53′N 37°31′E / 11.883, 37.517. Fue popular, durante los siglos XVIII y XIX, por los manantiales de aguas termales medicinales que se encuentran en su ribera a su paso por Wanzagay, que ya mencionaba el misionero Henry Stern.
El río es una importante zona de desove para varias especies de peces entre los que se incluyen el barbo, la tilapia, y el pez gato.